# Siproeta
Genre
Siproeta est un genre américain de lépidoptères (papillons) de la famille des Nymphalidae.

## Liste des espèces
Le genre Siproeta comporte trois espèces,, toutes originaires de l'écozone néotropicale :
- Siproeta epaphus (Latreille, 1813) — du Mexique au Brésil et au Pérou.
- Siproeta superba (Bates, 1864) — du Mexique au Costa Rica.
- Siproeta stelenes (Linnaeus, 1758) — Sud des États-Unis, Caraïbes, et du Mexique à l'Équateur et au Brésil.

Exemplaires vivants
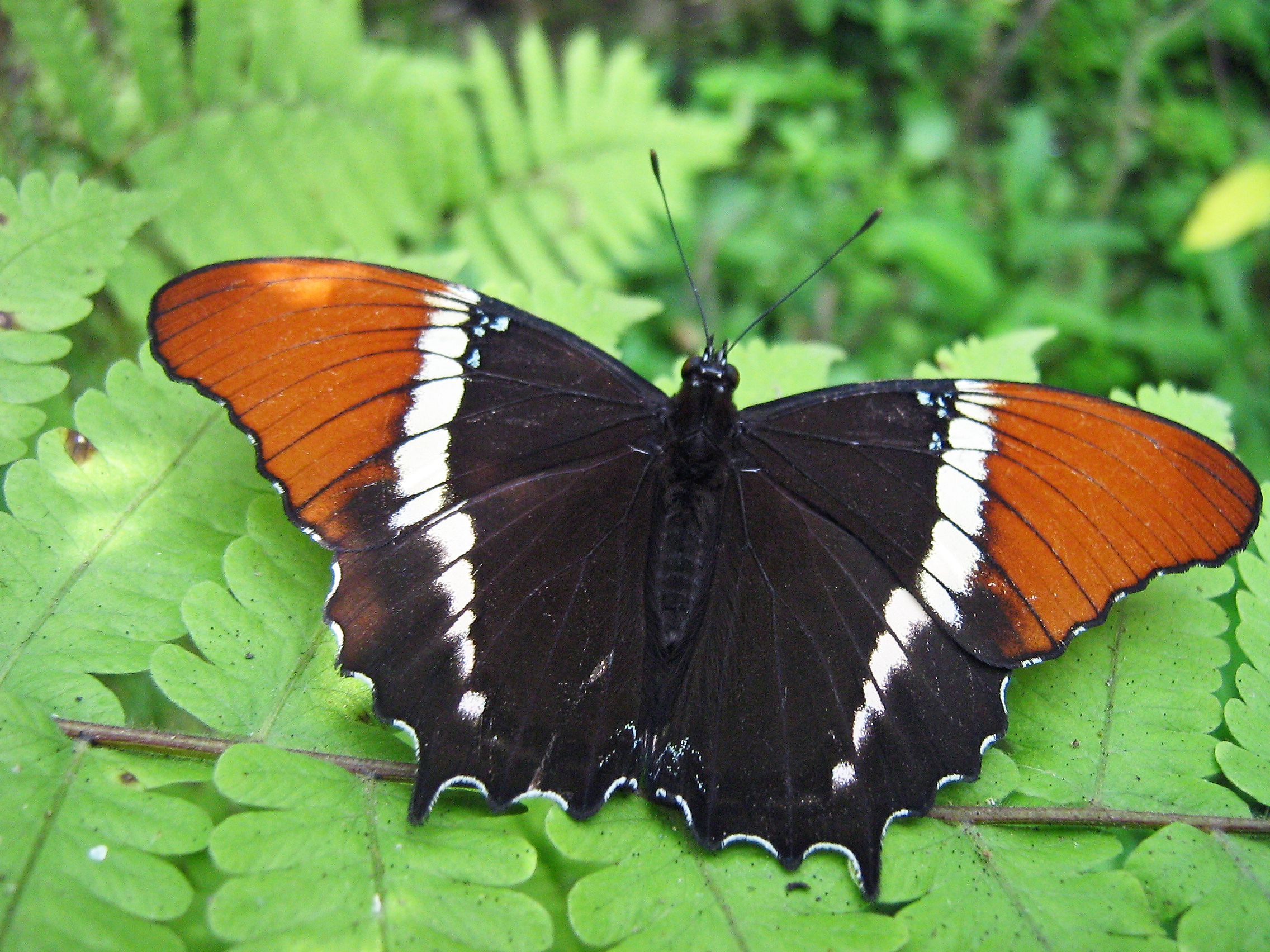
Siproeta epaphus, dessus.
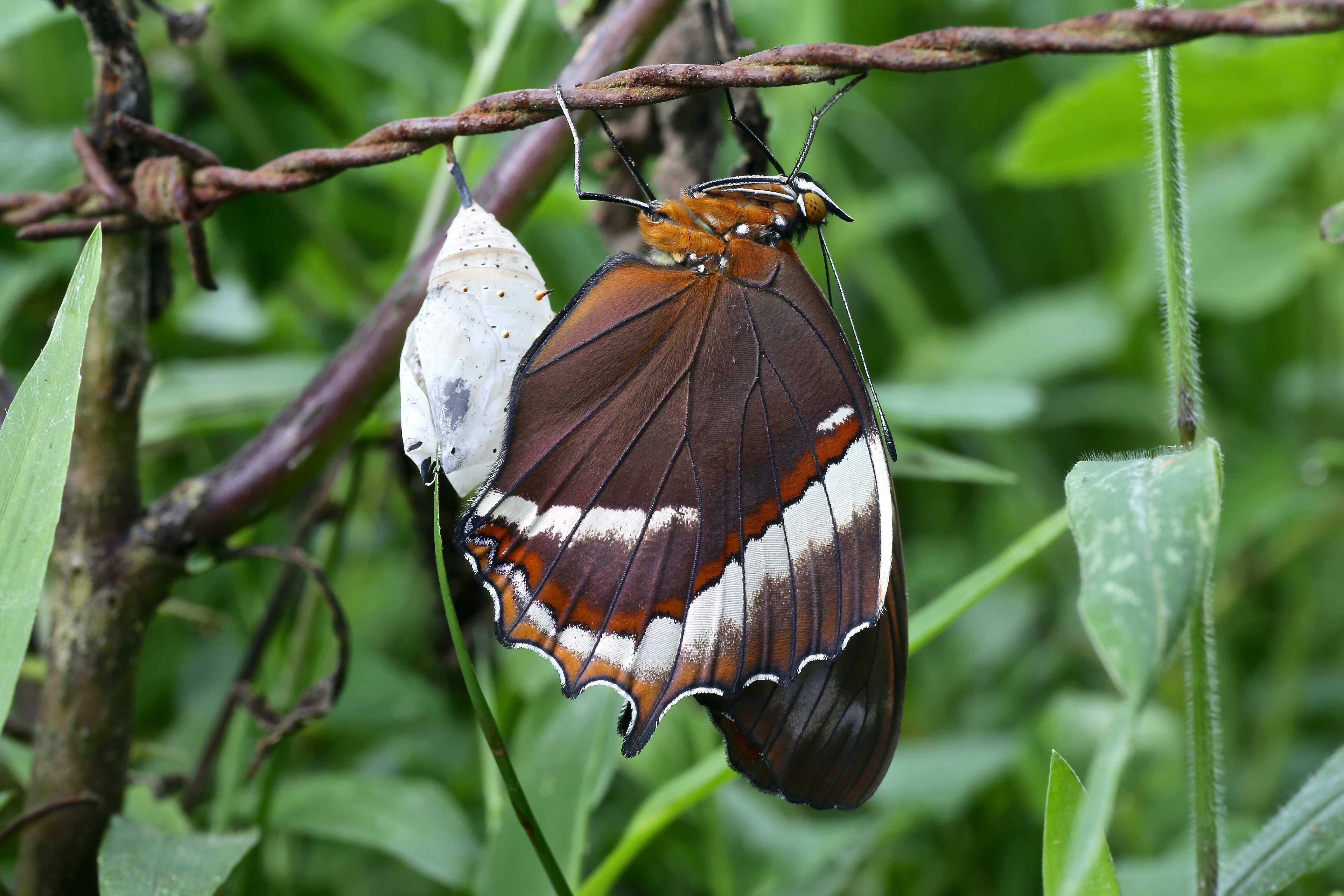
Siproeta epaphus, revers.
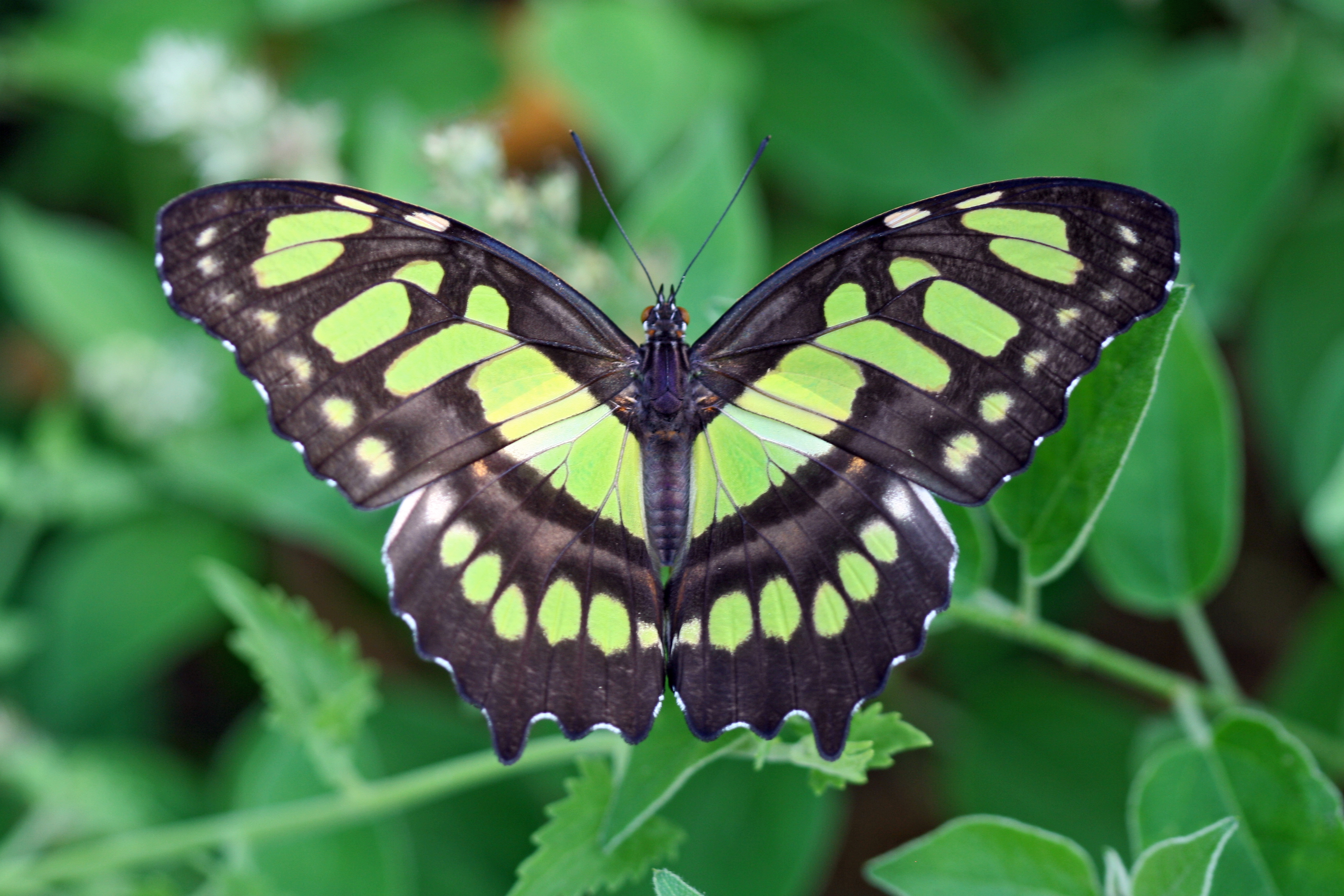
Siproeta stelenes, dessus.

Exemplaires étalés (collection MHNT)
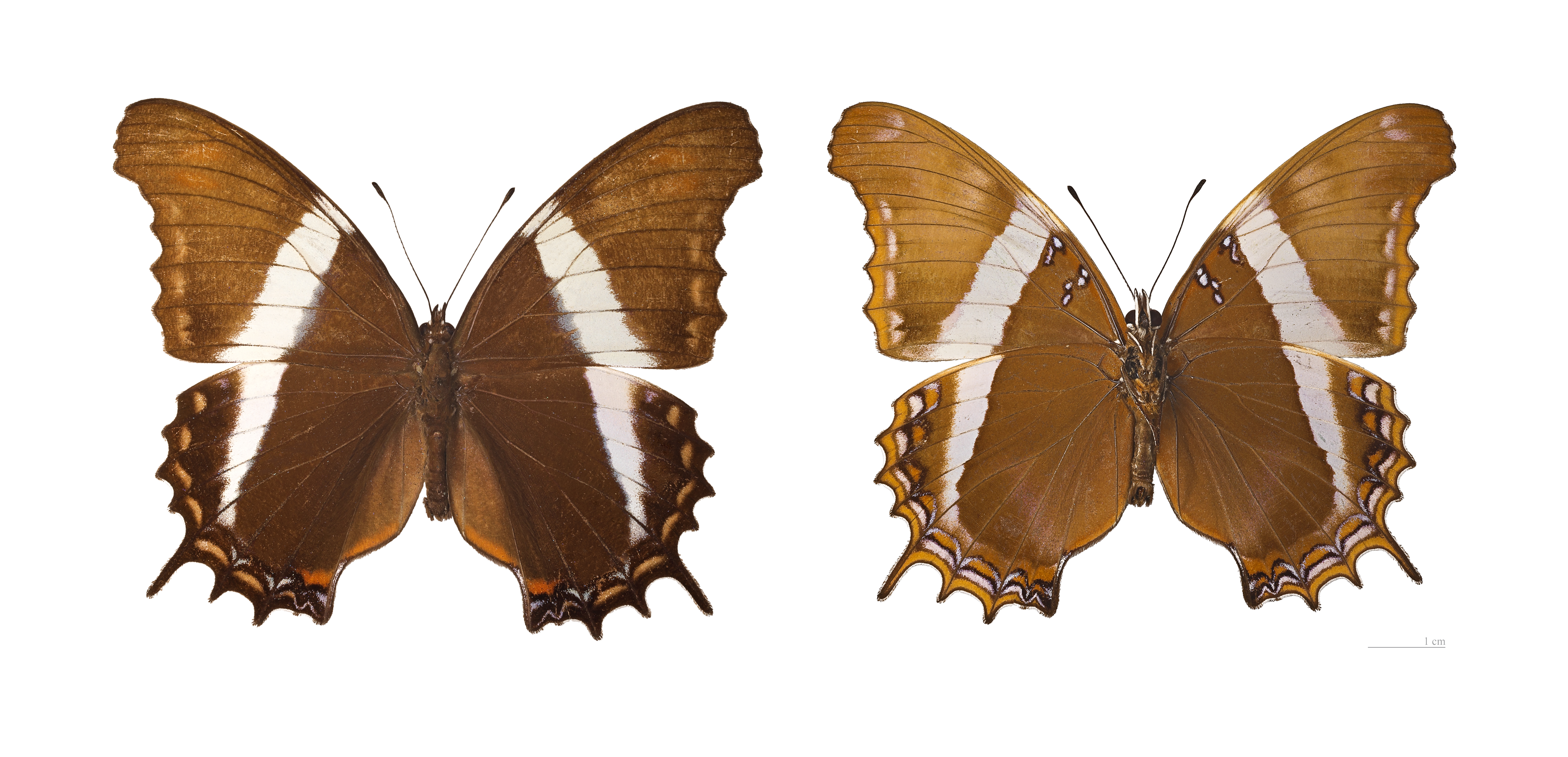
Siproeta superba
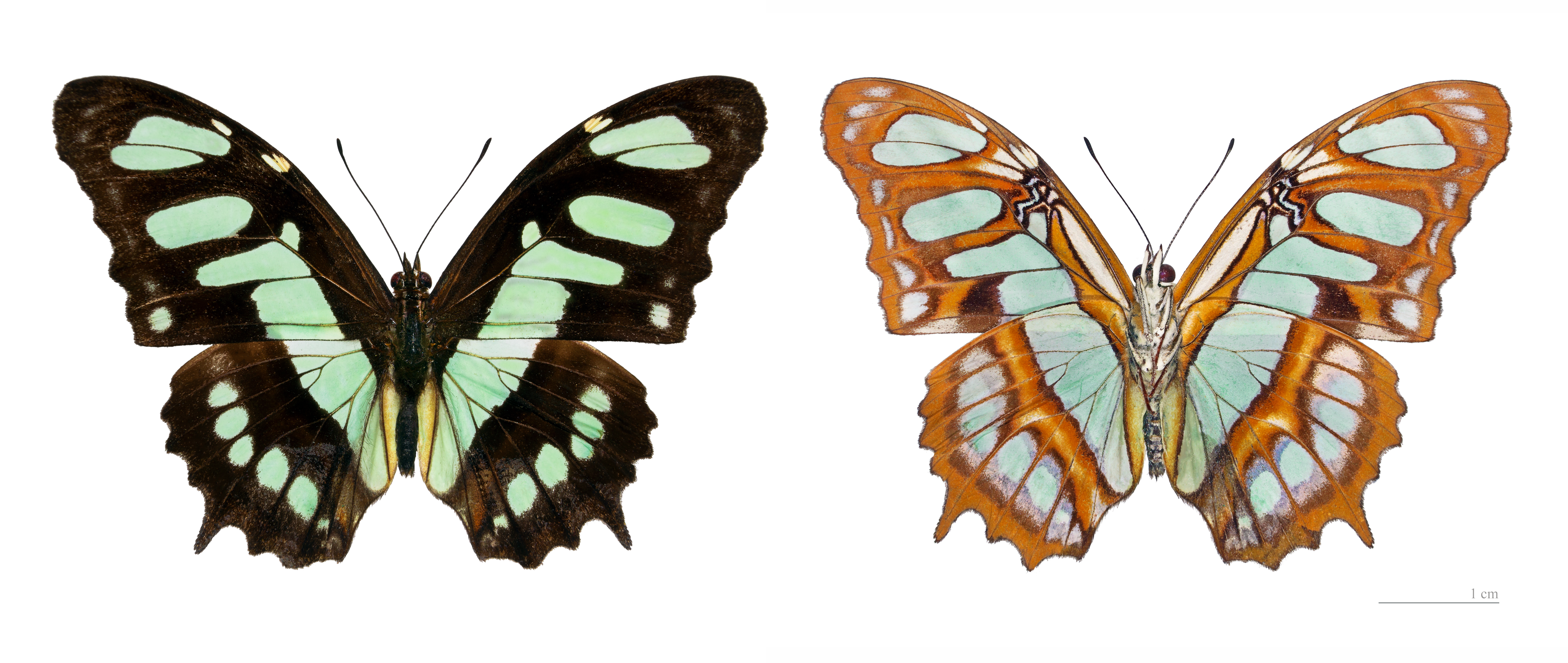
Siproeta stelenes

## Systématique
Le genre Siproeta a été décrit par l'entomologiste allemand Jakob Hübner en 1823.
Son espèce type est Siproeta trayja Hübner, 1823, désormais reclassée comme Siproeta epaphus trayja.
Le genre est actuellement classé dans la famille des Nymphalidae, la sous-famille des Nymphalinae et la tribu des Victorinini.
Il possède plusieurs synonymes, :
- Victorina Blanchard, 1840[4] — synonyme junior subjectif
- Amphirene Doubleday, 1844[5] — synonyme junior subjectif
- Amphirene Boisduval, 1870[6] — homonyme junior du précédent
- Aphnaea Capronnier, 1881 — synonyme junior objectif d’Amphirene